# Hidetoki Takahashi
Hidetoki Takahashi (11. april 1916 - 5. februar 2000) var en japansk fodboldspiller. Han var i perioden 1957, 1960-1962 træner for Japans fodboldlandshold.